# Tonka Kulčar-Vajda
Tonka (Antonija) Kulčar-Vajda (Varazdin, 10 juillet 1887 - Rogaška Slatina, 24 novembre 1971), est une photographe croate.